# Wincenty Smolczyński
Wincenty Smolczyński (ur. ok. 1847, zm. w październiku 1936 w Chicopee) – powstaniec styczniowy, działacz sokoli.
Brał udział w powstaniu styczniowym 1863, za co był represjonowany dwukrotnym zesłaniem Sybir.
Po wyjeździe do Stanów Zjednoczonych był jednym z głównych organizatorów i działaczy Polskiego Towarzystwa Gimnastycznego „Sokół”.
Zmarł w wieku 89 lat w październiku 1936 w Chicopee w stanie Massachusetts.